# 冬季オリンピックの熱帯諸国

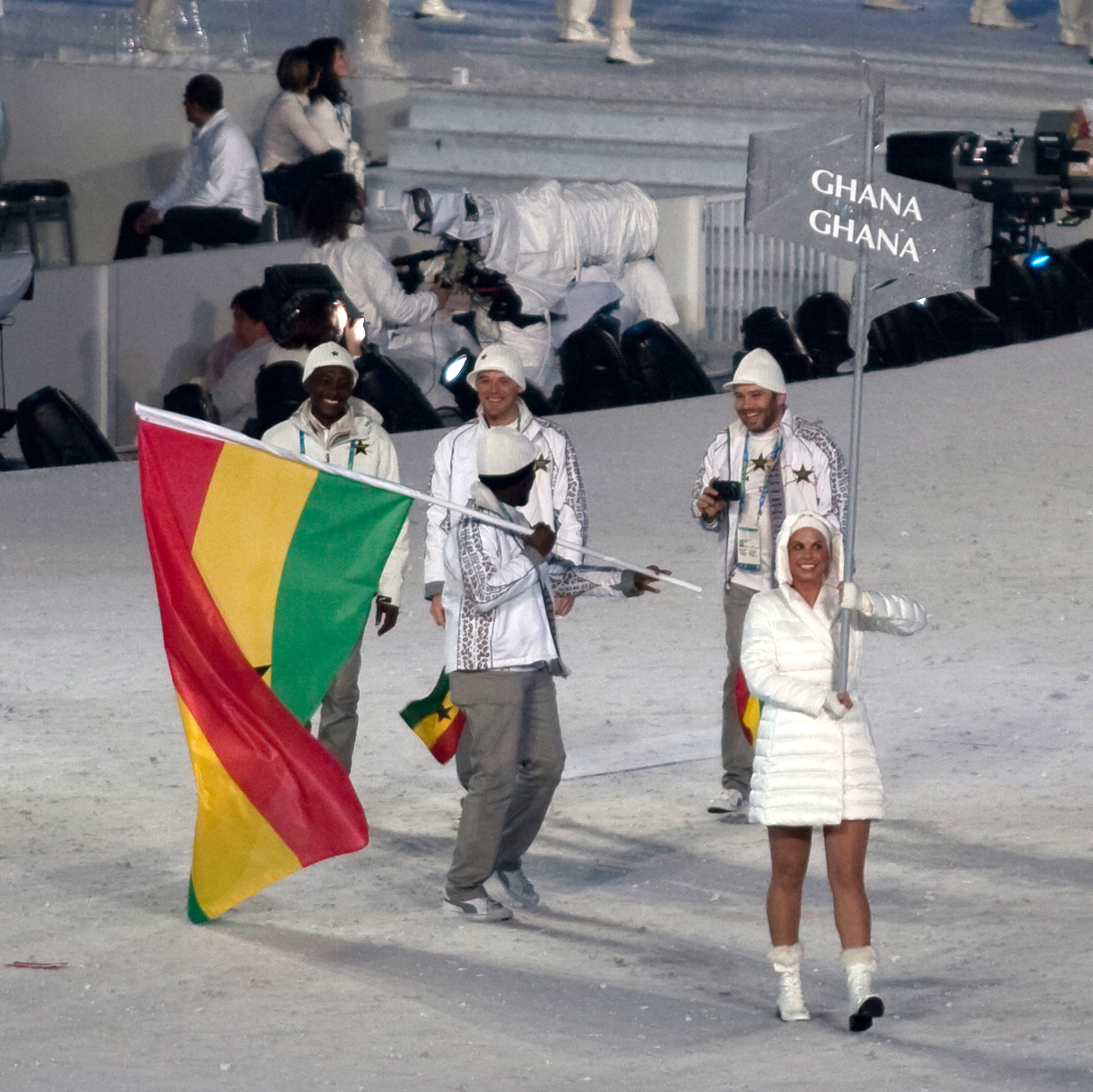
2010年バンクーバーオリンピック開会式会場に入場するガーナ選手団

慣例的に、寒冷な国々と関連付けられる冬季オリンピックだが、いくつかの熱帯諸国も参加している。これらの国々にとって、その気候はウィンタースポーツを行う上で不利となり、これまでの冬季オリンピックにおいてメダルの獲得はない。そのため、彼らのエントリー自体が三面記事の対象となることもしばしばである。

## 歴史
初めて冬季大会に参加した温暖な気候の国はメキシコである。メキシコの緯度はほぼ北回帰線より北であり、国土の大部分は砂漠またはステップ気候に属するので、同国は正しくは熱帯国といえない。しかしながら、1928年の冬季オリンピックで、5人の男性選手からなるボブスレー・チームは初の冬季大会競技で23チーム中11位の成績を上げた。1984年のサラエボまで、メキシコが再び冬季大会に登場することはなかった。
初の冬季オリンピックに参加した熱帯国はフィリピンだった。同国は2人のアルペンスキー選手を、1972年札幌オリンピックに送った。ベン・ナナスカは、73人がエントリーした大回転競技に参加し42位、しかしフアン・シプリアーノは途中棄権した。また、回転競技では両選手ともに途中棄権となった。
コスタリカは、1980年の冬季オリンピックに出場し、冬季大会に参加した2番目の熱帯国となった。アルトゥーロ・キンチもまたアルペンスキー競技に参加した。キンチは1980年、1984年、1988年と3大会連続して出場した後、45歳当時の2002年ソルトレークシティオリンピックに4大会振りに出場、4年後の2006年トリノオリンピックにも出場した。なお、このトリノオリンピックでは15kmクロスカントリースキー競技で下から2番目の96位、最下位はタイのプラワット・ナグヴァジャラだった。
カナダのカルガリーで開催された1988年冬季大会には、コスタリカ、フィジー、グアム、グアテマラ、ジャマイカ、オランダ領アンティル、フィリピン、プエルトリコ及びアメリカ領ヴァージン諸島と、より多くの熱帯諸国が参加した。ジャマイカのボブスレー・チームはこの大会で人気を博し、1993年の映画『クール・ランニング』の題材にもなった。その6年後、リレハンメルオリンピックでは、ジャマイカから4人の選手が出場し、アメリカ合衆国とロシアを抑え栄えある14位となった。また、カナダからはジャマイカ人選手が出場し、銀メダルを獲得した。
イタリアのトリノで開催された2006年冬季大会では、エチオピアとマダガスカルが冬季大会に初出場した。また、カナダのバンクーバーで開かれた2010年大会では、ケイマン諸島選手団、コロンビア選手団、ペルー選手団及びガーナ選手団が初出場した。

## 冬季大会に出場した熱帯諸国

熱帯気候の国々が赤くハイライトされた世界地図

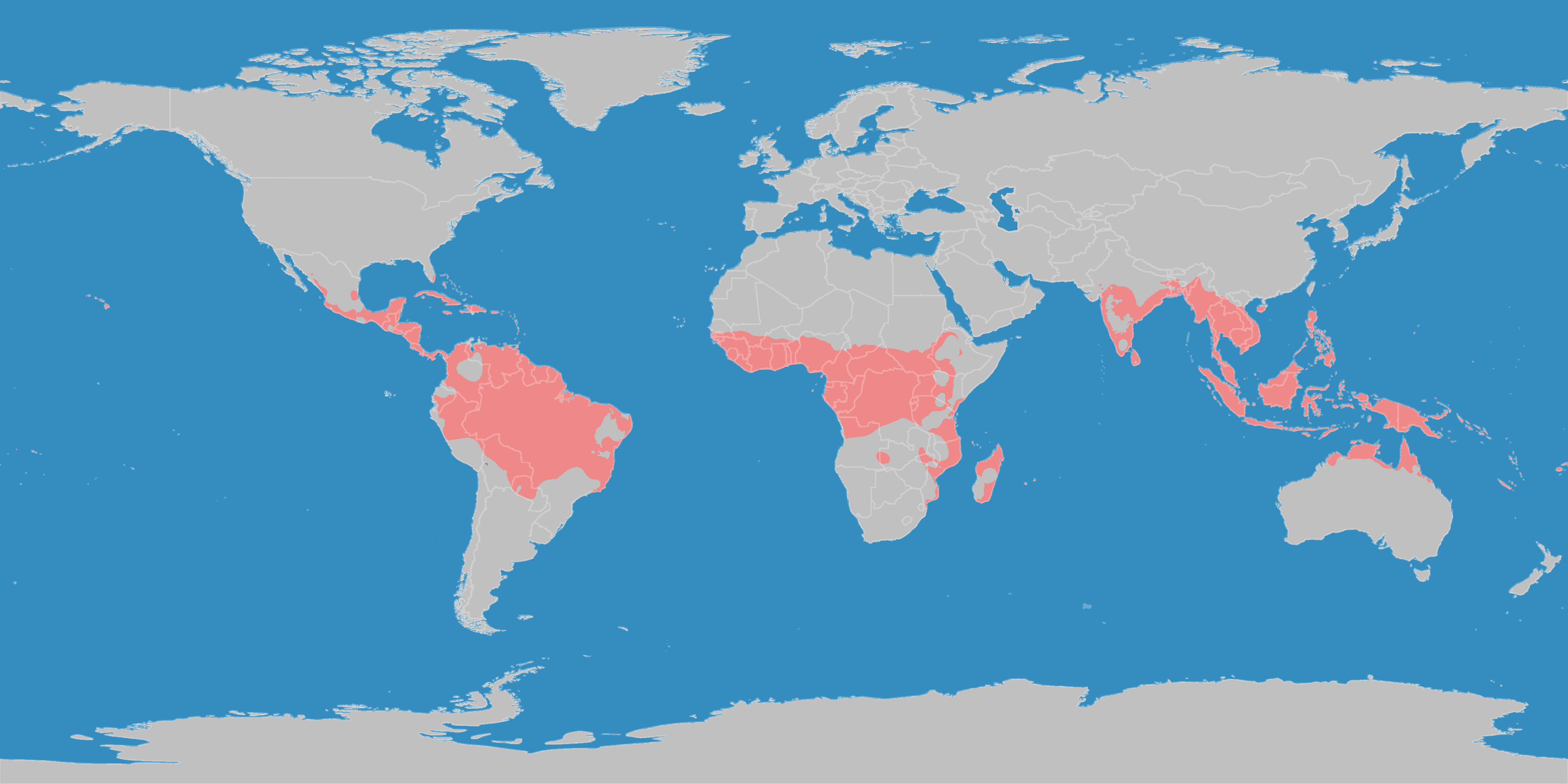
冬季大会に出場した熱帯諸国が赤くハイライトされた世界地図

以下は、完全またはほとんどが熱帯に属し、ケッペンの気候区分において熱帯気候に分類される諸国のうち、オリンピック冬季競技大会に出場した国々の一覧。数字は、出場した冬季大会の開催年。
| アフリカ                       |                                |
| カメルーン (CMR)               | 2002                           |
| エチオピア (ETH)               | 2006 - 2010                    |
| ガーナ (GHA)                   | 2010, 2018                     |
| ケニア (KEN)                   | 1998 - 2006, 2018              |
| マダガスカル (MAD)             | 2006, 2018                     |
| ナイジェリア (NGR)             | 2018                           |
| セネガル (SEN)                 | 1984, 1992 - 1994, 2006 - 2010 |
| トーゴ (TOG)                   | 2014 - 2018                    |
| ジンバブエ (ZIM)               | 2014                           |
|                                |                                |
| カリブ諸島                     |                                |
| ケイマン諸島 (CAY)             | 2010, 2014                     |
| ドミニカ国 (DMA)               | 2014                           |
| ジャマイカ (JAM)               | 1988 - 2002, 2010 - 2022       |
| プエルトリコ (PUR)             | 1984 - 2002, 2018 - 2022       |
| トリニダード・トバゴ (TRI)     | 1994 - 2002                    |
| オランダ領アンティル (AHO)     | 1988 - 1992                    |
| アメリカ領ヴァージン諸島 (ISV) | 1984 - 2006, 2014, 2022        |
| イギリス領ヴァージン諸島 (IVB) | 2014                           |
|                                |                                |
| 中南米                         |                                |
| ブラジル (BRA)                 | 1992 - 2010, 2018 - 2022       |
| コロンビア (COL)               | 2010, 2018                     |
| コスタリカ (CRC)               | 1980 - 1992, 2006              |
| エクアドル (ECU)               | 2018                           |
| グアテマラ (GUA)               | 1988                           |
| ホンジュラス (HON)             | 1992                           |
| パラグアイ (PAR)               | 2014                           |
| ペルー (PER)                   | 2010 - 2014                    |
| ベネズエラ (VEN)               | 1998 - 2006, 2014              |
|                                |                                |
| オセアニア                     |                                |
| フィジー (FIJ)                 | 1988, 1994, 2002               |
| グアム (GUM)                   | 1988                           |
| トンガ (TGA)                   | 2014 - 2018                    |
| アメリカ領サモア (ASA)         | 1994, 2022                     |
|                                |                                |
| アジア                         |                                |
| マレーシア (MAS)               | 2018                           |
| フィリピン (PHI)               | 1972, 1988 - 1992, 2014 - 2018 |
| シンガポール (SGP)             | 2018                           |
| タイ (THA)                     | 2002 - 2006, 2014 - 2018       |
| 東ティモール (TLS)             | 2014 - 2018                    |

亜熱帯など、他の温暖な気候の国々も、冬季大会に出場している。例として、オーストラリア選手団（極北が熱帯に位置する）、バミューダ選手団、チャイニーズタイペイ選手団、香港選手団、インド選手団（ヒマラヤ山脈の一部が位置する）、メキシコ選手団、ニュージーランド選手団、南アフリカ選手団、エスワティニ選手団、北アフリカ諸国からもアルジェリア選手団やエジプト選手団、モロッコ選手団などが出場している。
1992年にニュージーランドから出場したアンネリーズ・コバーガーは、南半球諸国の選手として初めて冬季大会のメダルを獲得した。2002年にオーストラリアから出場したスティーブン・ブラッドバリーは、南半球諸国の選手として初めて、冬季大会において金メダルを獲得した。また、2022年にニュージーランドから出場したゾイ・サドウスキー＝シノットが女子スノーボードスロープスタイルで金メダルを獲得してる。
トンガからはバンクーバーオリンピックでリュージュの1人乗り競技において初出場を果たした。これには同国からメダルの獲得を期待され、いくつかのメディアから関心を持たれたが、予選の最終ラウンドにおいてクラッシュした。

## 主な熱帯諸国出身の冬季大会競技者
| 名前                             | 国・地域                 | 競技                                     |
| -------------------------------- | ------------------------ | ---------------------------------------- |
| アン・アバナシー                 | アメリカ領ヴァージン諸島 | リュージュ                               |
| Judd Bankert                     | グアム                   | バイアスロン                             |
| Iginia Boccalandro               | ベネズエラ               | リュージュ                               |
| フィリップ・ボイト               | ケニア                   | クロスカントリースキー                   |
| ラッセルズ・ブラウン             | ジャマイカ               | ボブスレー                               |
| Roberto Carcen                   | ペルー                   | クロスカントリースキー                   |
| Isabel Clark Ribeiro             | ブラジル                 | スノーボード                             |
| Cynthia Denzler                  | コロンビア               | アルペンスキー                           |
| Erroll Fraser                    | アメリカ領ヴァージン諸島 | スピードスケート                         |
| Lamine Guèye                     | セネガル                 | アルペンスキー                           |
| Werner Hoeger                    | ベネズエラ               | リュージュ                               |
| エロール・カー                   | ジャマイカ               | フリースタイルスキー                     |
| アルトゥーロ・キンチ             | コスタリカ               | アルペンスキー及びクロスカントリースキー |
| Eric Maleson                     | ブラジル                 | ボブスレー                               |
| Andrew McNeilly                  | トリニダード・トバゴ     | ボブスレー                               |
| アイザック・メニョリ             | カメルーン               | クロスカントリースキー                   |
| レナート・ミゾグチ               | ブラジル                 | リュージュ                               |
| プラワット・ナグヴァジャラ       | タイ                     | クロスカントリースキー                   |
| クワメ・エンクルマ・アチャンポン | ガーナ                   | アルペンスキー                           |
| Ricardo Raschini                 | ブラジル                 | ボブスレー及びリュージュ                 |
| Mathieu Razanakolona             | マダガスカル             | アルペンスキー                           |
| Rusiate Rogoyawa                 | フィジー                 | クロスカントリースキー                   |
| レティ・セック                   | セネガル                 | アルペンスキー                           |
| ロベール・テクレマリアム         | エチオピア               | クロスカントリースキー                   |
| ローレンス・トムズ               | フィジー                 | アルペンスキー                           |
| ドウ・トラヴァース               | ケイマン諸島             | アルペンスキー                           |
| ジョージ・タッカー               | プエルトリコ             | リュージュ                               |
| ピタ・タウファトファ             | トンガ                   | クロスカントリースキー                   |

## 冬季パラリンピック大会
2010年現在、冬季パラリンピックに出場した熱帯国の選手は1人だけである。Tofiri Kibuukaは、ウガンダ人選手として1976年冬季及び1980年冬季のパラリンピックのクロスカントリースキー競技に出場した。Kibuukaはノルウェー国籍を得た後、1984年からはノルウェー選手団として、パラリンピック陸上競技において6個のメダルを獲得した。